# Xenochrophis trianguligerus
Xenochrophis trianguligerus är en ormart som beskrevs av Boie 1827. Xenochrophis trianguligerus ingår i släktet Xenochrophis och familjen snokar. Inga underarter finns listade i Catalogue of Life.
Arten förekommer i Sydostasien från södra Thailand, södra Myanmar, Kambodja och södra Vietnam över Malackahalvön till Borneo, Sumatra, Java, Sulawesi och till flera mindre öar i regionen. Arten vistas i områden som ligger 170 till 1350 meter över havet. Habitatet utgörs av öppna fuktiga ställen intill skogar som insjöarnas kanter, träskmarker och områden intill vattendrag. Dessutom besöks fuktig jordbruksmark och ibland byar. Xenochrophis trianguligerus äter grodor, grodyngel och grodornas ägg. Sällan hittas arten i regnskogar nära havet. Honor lägger 5 till 8 ägg per tillfälle.
För beståndet är inga hot kända. IUCN kategoriserar arten globalt som livskraftig.

## Bildgalleri

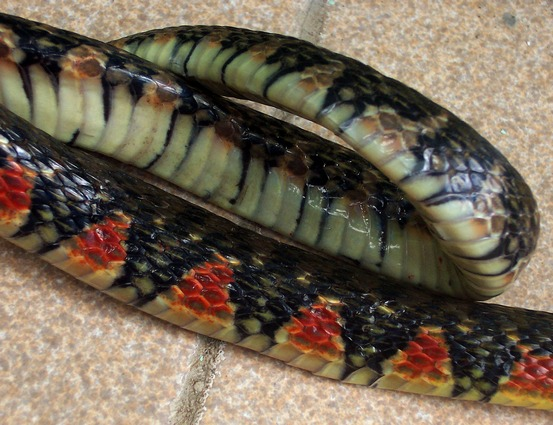
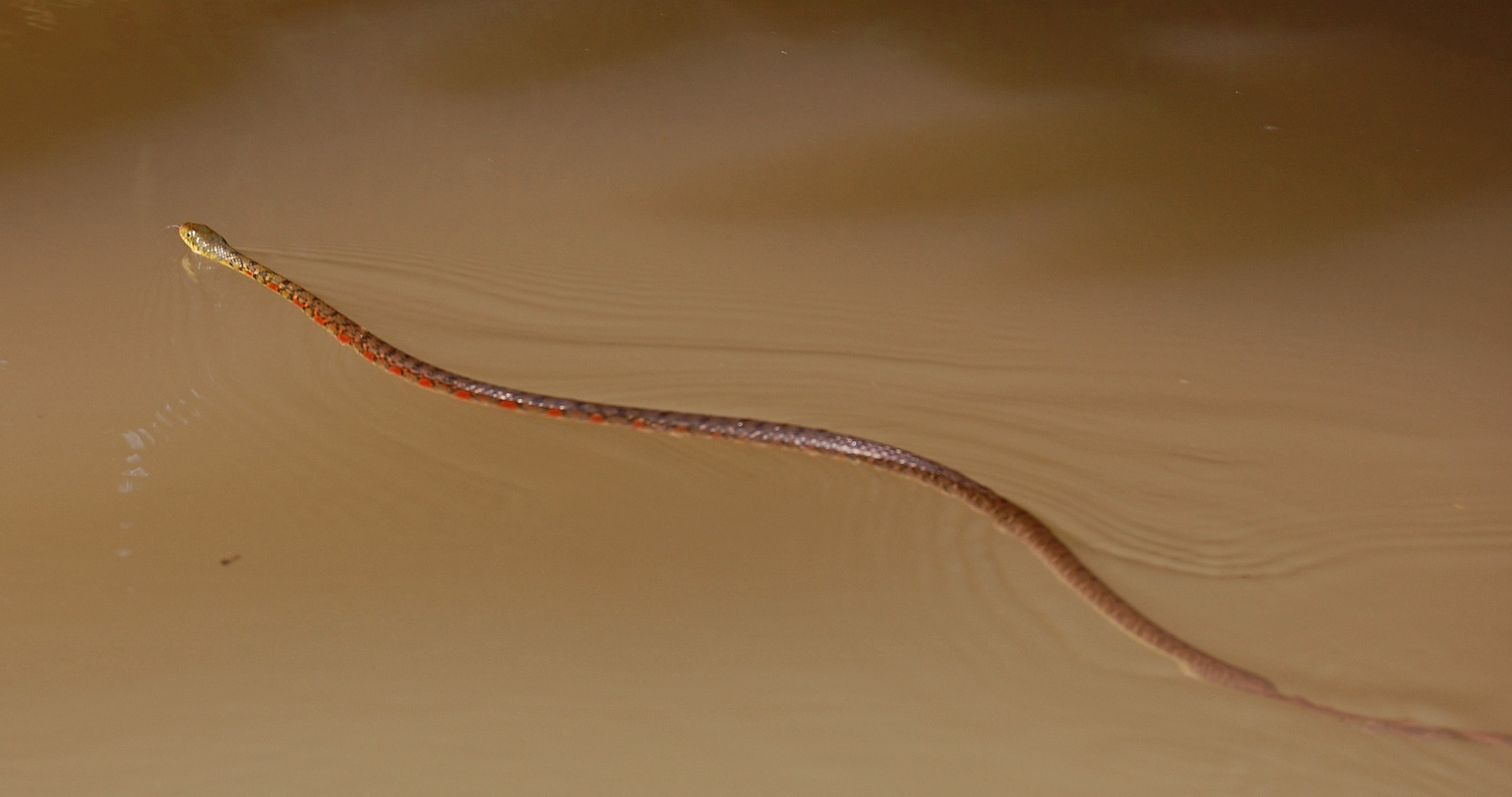